# سياسة التأشيرات في منطقة شنغن

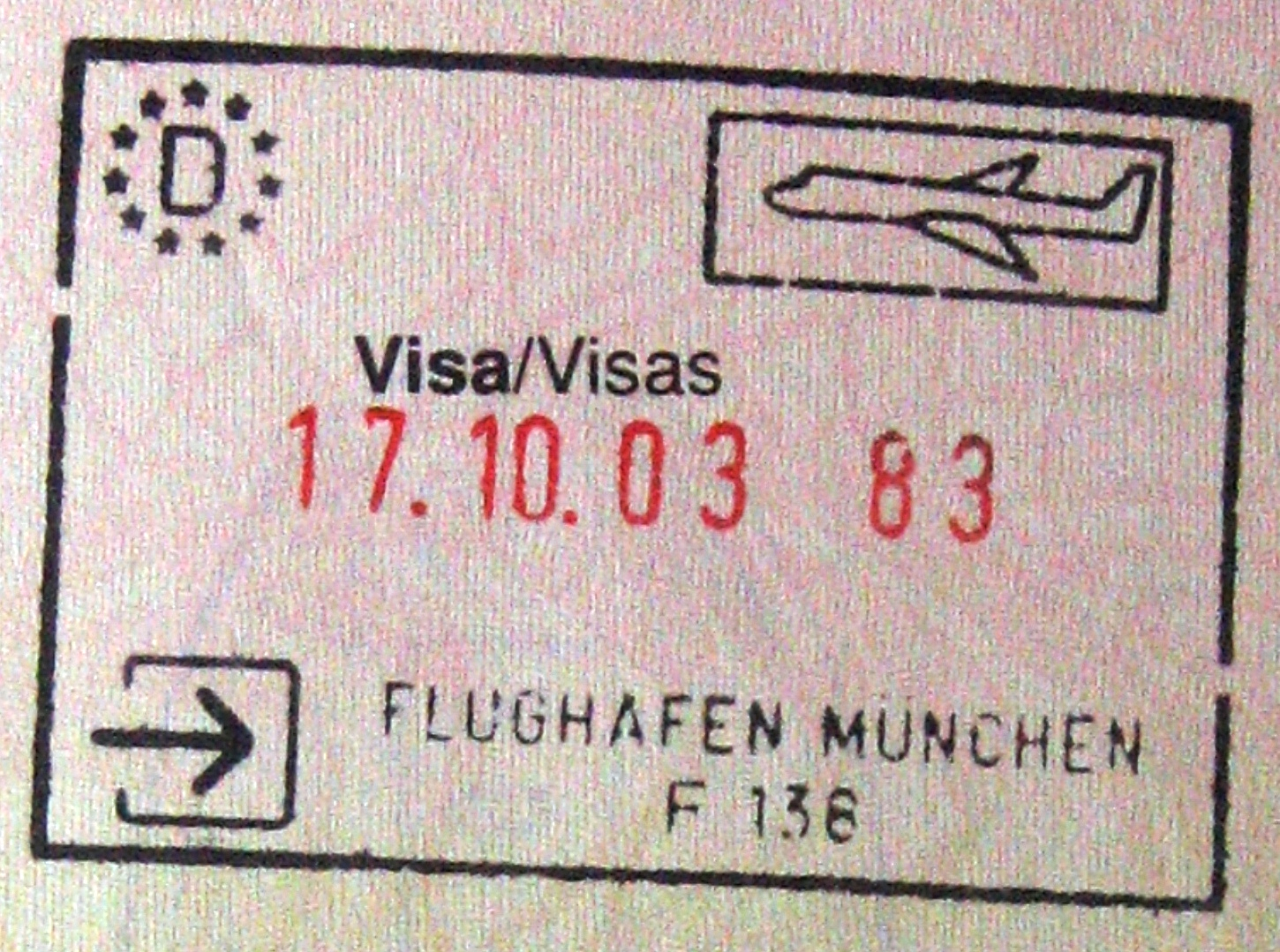
ختم دخول منطقة شنغن صادر في مطار ميونيخ

يتم تحديد سياسة التأشيرات في منطقة شنغن مِن قِبَل الاتحاد الأوروبي وتنطبق على منطقة شنغن والدول الأخرى الأعضاء في الاتحاد الأوروبي باستثناء أيرلندا . تسمح سياسة التأشيرة لمواطني بعض البلدان بدخول منطقة شنغن عن طريق الجو أو البر أو البحر بدون تأشيرة للإقامة لمدة تصل إلى 90 يومًا. يجب على مواطني بعض البلدان الأخرى الحصول على تأشيرة عند الوصول أو العبور.
تتكون منطقة شنغن من 25 دولة عضوة في الاتحاد الأوروبي وأربع دول غير أعضاء في الاتحاد الأوروبي ولكن أعضاء في الرابطة الأوروبية للتجارة الحرة : أيسلندا وليختنشتاين والنرويج وسويسرا .  وقبرص ، وهي أعضاء في الاتحاد الأوروبي ، ليسوا بعد جزءًا من منطقة شنغن ولكن ، مع ذلك ، لديهم سياسة تأشيرات تقترب من اكتساب صلاحيات شنغن.
اختارت أيرلندا الانسحاب من اتفاقية شنغن وبدلاً من ذلك تطبق سياسة التأشيرات الخاصة بها ، كما تفعل بعض الأقاليم الخارجية للدول الأعضاء في شنغن.
مواطنو دول السوق الموحدة في الاتحاد الأوروبي ليسوا معفيين فقط من التأشيرة ولكن يحق لهم قانونًيا الدخول والإقامة في بلدان بعضهم . ومع ذلك ، يمكن تقييد حقهم في حرية التنقل في بلدان بعضهم البعض في عدد محدود من الحالات ، على النحو المنصوص عليه في معاهدات الاتحاد الأوروبي.

## إعفاءات التأشيرة

منطقة شنغن باللون الازرق.

### حرية التنقل
| قواعد حرية التنقل |
| --- |
| يحدد التوجيه 2004/38 / EC حق التنقل الحر لمواطني المنطقة الاقتصادية الأوروبية (EEA) ، والذي يشمل الاتحاد الأوروبي (EU) وثلاثة أعضاء في رابطة التجارة الحرة الأوروبية (EFTA) أيسلندا والنرويج وليختنشتاين . سويسرا ، وهي عضو في الرابطة الأوروبية للتجارة الحرة ولكنها ليست عضوة في المنطقة الاقتصادية الأوروبية ، ليست ملزمة بالتوجيه بل لديها اتفاقية ثنائية منفصلة بشأن حرية الحركة مع الاتحاد الأوروبي. تستمر حرية التنقل في تطبيقها على مواطني المملكة المتحدة [ ألفا 1] خلال الفترة الانتقالية بعد انسحابها من الاتحاد الأوروبي . تشكل جميع هذه البلدان السوق الموحدة للاتحاد الأوروبي . يمكن لمواطني جميع دول السوق الموحدة للاتحاد الأوروبي الذين يحملون جواز سفر ساريًا أو بطاقة جواز سفر أو بطاقة هوية وطنية أن يدخلوا ويقيموا ويعملوا في أراضي بعضهم البعض بدون تأشيرة. إذا لم يتمكنوا من تقديم جواز سفر أو بطاقة هوية وطنية سارية على الحدود ، فيجب مع ذلك منحهم كل فرصة معقولة للحصول على المستندات اللازمة أو إحضارها إليهم في غضون فترة زمنية معقولة أو إثباتها أو إثباتها بوسائل أخرى إنها مغطاة بحق التنقل الحر. ومع ذلك ، يمكن لدول السوق الموحدة للاتحاد الأوروبي رفض الدخول إلى أي سوق وطنية واحدة في الاتحاد الأوروبي على أساس السياسة العامة أو الأمن العام أو الصحة العامة حيث يمثل الشخص "تهديدًا حقيقيًا وحاضرًا وخطيرًا بما يكفي يؤثر على إحدى المصالح الأساسية للمجتمع". إذا حصل الشخص على إقامة دائمة في البلد الذي يُطلب فيه الدخول (وهو الوضع الذي يتم الوصول إليه عادة بعد 5 سنوات من الإقامة) ، لا يمكن للدولة العضو طرد الشخص إلا لأسباب خطيرة من السياسة العامة أو الأمن العام. إذا كان الشخص قد أقام لمدة 10 سنوات أو كان قاصرًا ، فلا يمكن للدولة العضو طرد الشخص إلا لأسباب حتمية للأمن العام (وفي حالة القاصرين ، إذا كان الطرد ضروريًا لمصلحة الطفل الفضلى ، على النحو المنصوص عليه لفي اتفاقية حقوق الطفل ). يجب أن يرتبط الطرد لأسباب تتعلق بالصحة العامة بأمراض "وبائية محتملة" حدثت في أقل من 3 أشهر من تاريخ وصول الشخص إلى الدولة العضو التي يُطلب فيها الدخول. |

## التأشيرات

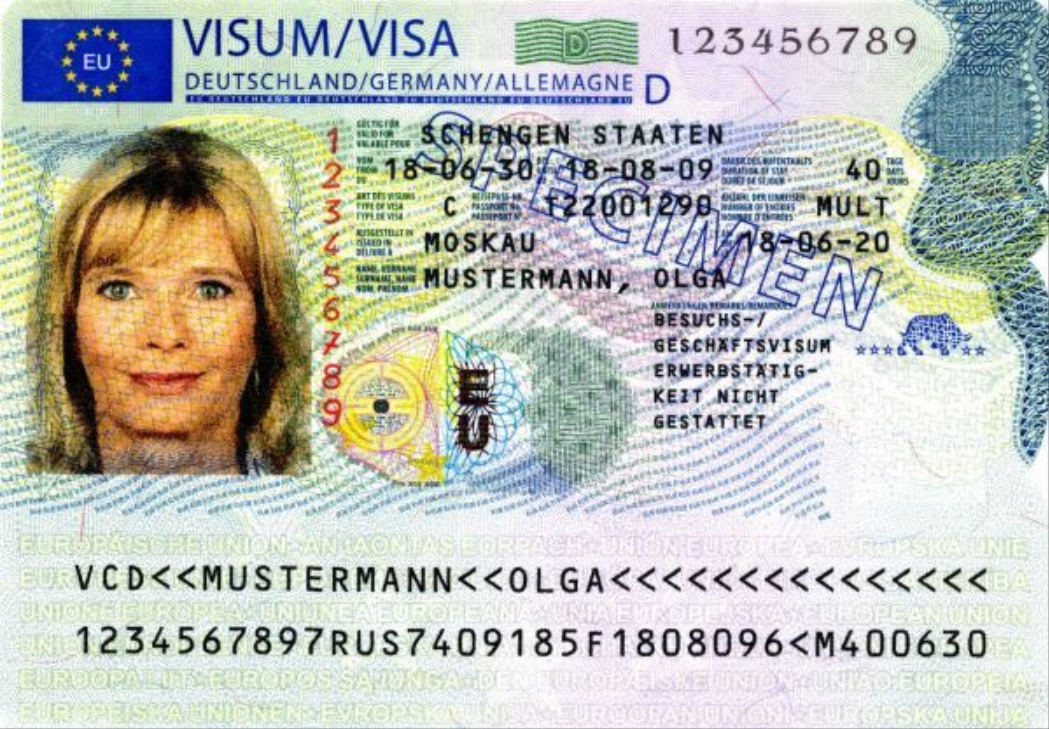
تأشيرة شنغن صادرة عن ألمانيا

يمكن إصدار تأشيرات شنغن من قبل أي دولة عضو في منطقة شنغن. يجب على المسافرين التقدم بطلب إلى سفارة أو قنصلية الدولة التي ينوون زيارتها. في حالة قيام المسافرين بزيارة دول متعددة في منطقة شنغن ، يجب على المسافرين التقدم بطلب إلى سفارة أو قنصلية مقصدهم الرئيسي. إذا كان لا يمكن تحديد الوجهة الرئيسية ، فيجب على المسافر التقدم بطلب للحصول على التأشيرة في سفارة الدولة العضو الأول في شنغن. في كثير من الأحيان ، يتم التعاقد مع مقدمي الخدمات الخارجيين من قبل بعض البعثات الدبلوماسية لمعالجة وجمع وإعادة طلبات التأشيرة.
لا يجوز تقديم طلبات تأشيرة شنغن قبل أكثر من ستة أشهر من التاريخ المقترح للدخول إلى منطقة شنغن. قد تطلب سفارات جميع البلدان من المتقدمين تقديم معرّفات بيومترية (عشرة بصمات أصابع وصورة رقمية) كجزء من عملية طلب التأشيرة ليتم تخزينها في نظام معلومات التأشيرة (VIS). لا يتم جمع المعرّفات البيومترية من الأطفال الذين تقل أعمارهم عن 12 عامًا. يجب على المسافرين المتقدمين للحصول على تأشيرة شنغن لأول مرة تقديم طلب شخصيا ويخضعون لمقابلة من قبل المسؤولين القنصليين. إذا تم توفير معرفات المقاييس الحيوية خلال 59 شهرًا الماضية ، فقد لا يطلب من مقدم الطلب تقديم معرفات المقاييس الحيوية مرة أخرى. شريطة قبول طلب التأشيرة وعدم وجود مشاكل في الطلب ، يجب اتخاذ قرار في غضون 15 يومًا تقويميًا من تاريخ تقديم الطلب.
رسوم الطلب القياسي للحصول على تأشيرة شنغن هي 80 يورو. هناك رسوم مخفضة 40 يورو للأطفال الذين تتراوح أعمارهم بين 6 و 12 سنة. قد يتم التنازل عن رسوم طلب التأشيرة أو تخفيضها من أجل «تعزيز المصالح الثقافية أو الرياضية ، والمصالح في مجال السياسة الخارجية ، وسياسة التنمية وغيرها من المجالات ذات المصلحة العامة الحيوية ، أو لأسباب إنسانية أو بسبب الالتزامات الدولية». عند تقديم طلب إلى مزود خدمة خارجي ، قد يتعين دفع رسوم خدمة إضافية.
إن تأشيرات شنغن صالحة لأي دولة في منطقة شنغن ما لم يتم تحديد خلاف ذلك. تقبل بلغاريا وكرواتيا وقبرص ورومانيا أيضًا تأشيرات شنغن (حتى إذا كانت محدودة بدولة معينة) ، وكذلك التأشيرات الصادرة عن بعضها البعض ، للإقامة لمدة تصل إلى 90 يومًا في فترة 180 يومًا (باستثناء مواطني تركيا و تسافر أذربيجان إلى قبرص). ومع ذلك ، فإن التأشيرات الصادرة عن بلغاريا أو كرواتيا أو قبرص أو رومانيا غير صالحة للسفر إلى منطقة شنغن.
تسمح اتفاقية شنغن وقانون حدود شنغن للدول الأعضاء بمطالبة مواطني الدول الثالثة بالإبلاغ عن وجودهم إلى مركز الشرطة في غضون 3 أيام عمل من عبور الحدود الداخلية. يختلف هذا الشرط حسب البلد ويمكن أن تقوم به الفنادق بدلاً من ذلك.

## سياسات التأشيرة للدول المرشحة والمتقدمة
الدول التي تقدمت بطلب للانضمام إلى الاتحاد الأوروبي ملزمة بتبني سياسة التأشيرة الخاصة بالاتحاد الأوروبي في موعد لا يتجاوز ثلاثة أشهر قبل انضمامها رسميًا إلى الاتحاد. تمنح دول شنغن الوصول بدون تأشيرة لمواطني جميع الدول المرشحة للاتحاد الأوروبي والدول المتقدمة باستثناء تركيا. تحتفظ الدول المرشحة ألبانيا والجبل الأسود وشمال مقدونيا وصربيا بسياسات تأشيرات مماثلة لمنطقة شنغن مع بعض الاستثناءات الملحوظة فيما يتعلق بالدول التي تمت إضافتها إلى الملحق الثاني مؤخرًا والجنسيات الإضافية غير المدرجة في ملحق شنغن الثاني ، في حين لا تزال تركيا تطلب تأشيرات من المواطنين قبرص . البوسنة والهرسك كبلد مقدم طلب لديها أيضًا سياسة التأشيرات التي تتماشى في الغالب مع منطقة شنغن.

## صلاحية الدول الأخرى
يتم قبول تأشيرات شنغن الصالحة كتأشيرات بديلة للتأشيرات الوطنية في العديد من البلدان الأخرى.
| صلاحية تأشيرات شنغن للدول الأخرى |
| --- |
| - البانيا – 90 يومًا ؛ يجب أن يحمل تأشيرة دخول متعددة C أو تأشيرة D تستخدم لدخول منطقة شنغن مرة واحدة على الأقل. - أندورا – يجب أن يحمل تأشيرة دخول متعددة . - أنتيغوا وبربودا – 30 يوما؛ رسوم الإعفاء من التأشيرة 100 دولار أمريكي. - الارجنتين – يمكن الحصول على تصريح سفر إلكتروني لمدة 90 يومًا في حالة الحصول على تأشيرة شنغن صالحة. - روسيا البيضاء – مدة 5 ايام . - البوسنة والهرسك – 30 يوما؛ يجب أن يحمل تأشيرة دخول متعددة. - كولومبيا – 90 يومًا ؛ لمواطني كمبوديا والصين والهند وماكاو (180 يومًا) وميانمار وتايلاند وفيتنام فقط. يجب أن تكون تأشيرة شنغن صالحة لمدة 180 يومًا في وقت الدخول إلى كولومبيا. - قبرص – 90 يومًا ؛ يجب أن يحمل تأشيرة دخول مزدوجة أو متعددة C صالحة لفترة الإقامة. - الدومينيكان – 90 يومًا . - السلفادور – 90 يومًا . - جورجيا – 90 يومًا . - جبل طارق – 21 يوما . - غواتيمالا – 90 يومًا . - هندوراس – 90 يومًا . - جامايكا – 30 يوما . - المكسيك – 180 يومًا ؛ - مولدوفا – 90 يومًا . - الجبل الأسود – 30 يوما . - نيكاراغوا – 90 يومًا . - مقدونيا الشمالية – 15 يوم؛ يجب أن يحمل تأشيرة C صالحة لمدة 5 أيام على الأقل بعد فترة الإقامة ويجب أن يكون ساريًا لإعادة الدخول إلى أي من الدول الأعضاء في منطقة شنغن. - عمان - الفلبين – 7 أيام . - قطر – يمكن للمواطنين غير المعتمدين الحصول على إذن سفر إلكتروني لمدة 30 يومًا إذا كانوا يحملون تأشيرة شنغن سارية المفعول. - سان تومي وبرينسيبي – 15 يوم . - صربيا – 90 يومًا ؛ - تركيا |